# Anna Dereszowska
Anna Dagmara Dereszowska (ur. 7 stycznia 1981 w Mikołowie) – polska aktorka teatralno-musicalowa, filmowa i telewizyjna oraz piosenkarka. Na stałe związana z Teatrem 6. Piętro w Warszawie.

## Życiorys
Jest córką Krzysztofa Dereszowskiego i Dagmary Kufiety-Dereszowskiej (1943–1990). Ma starszego brata Andrzeja oraz młodszą siostrę przyrodnią Julię. W 1999 ukończyła Prywatne Studium Muzyczne w Mikołowie pod patronatem ISME w klasie fortepianu. Jest też absolwentką III Liceum Ogólnokształcącego im. Adama Mickiewicza w Katowicach. W 2003 ukończyła Akademię Teatralną w Warszawie.
14 września 2002 zadebiutowała jako aktorka rolą Marii Antonownej w Rewizorze Nikołaja Gogola w reż. Andrzeja Domalika na scenie Teatru Dramatycznego w Warszawie. Od 2003 jest aktorką tegoż teatru, współpracuje też z warszawskimi teatrami Studio Buffo i Teatr Syrena. Zagrała w teledyskach do piosenek zespołu De Mono („Siedem dni”, „Patrzę w ciebie”, „Listy wiatrem unoszone”, „Jednym zdaniem”) oraz grupy Buldog („Elita”). Występowała w zespole muzycznym Machina del Tango.
Rozpoznawalność przyniosła jej rola Kaliny Fatalskiej w serialu Złotopolscy (2002–2010). Zagrała Wiktorię Adasiewicz, jedną z głównych bohaterek serialu Tango z aniołem (2006), do którego nagrała także utwór z czołówki. Kinową popularność zyskała dzięki roli „Korby” w filmie Lejdis (2008). Również w 2008 uczestniczyła w programie rozrywkowym Polsatu Ranking gwiazd. Zagrała główną rolę żeńską, Milenę Kral, w serialu TVN Naznaczony (2009). W 2010 za wykonanie utworu „Aktrisa” wygrała Złoty Samowar na Festiwalu Piosenki Rosyjskiej w Zielonej Górze, a także występowała jako Magda Mazurek, jedna z czterech głównych bohaterek serialu Klub szalonych dziewic (2010).
W 2011 wydała album studyjny pt. Już nie zapomnisz mnie, na którym umieściła swoje interpretacje utworów z muzyką Henryka Warsa. Zagrała adwokat Iwonę Czerską w serialu TVN Prawo Agaty (2013–2015). W 2015 była opiekunką zwycięskiej drużyny drugiej edycji programu TVN Mali giganci. W 2017 zajęła trzecie miejsce w finale programu Twoja twarz brzmi znajomo. W 2018 zagrała w jednym z odcinków teleturnieju TVP2 Kocham cię, Polsko!. W 2019 była bohaterką jednego odcinka reality show TVN Starsza pani musi fiknąć. Od 2021 roku gra inspektor Patrycję Madalińską w serialu Komisarz Mama.

## Życie prywatne
Ze związku z aktorem Piotrem Grabowskim ma córkę Lenę (ur. 2008). Z fotografem Danielem Duniakiem ma dwóch synów Maksymiliana (ur. 2015) i Aleksandra (ur. 2021).
Angażuje się w sprawy społeczne, wspiera działalność m.in. fundacji „Akogo?” i „Spełnionych Marzeń”.

## Filmografia

### Filmy i seriale
- 2001: Klan jako fryzjerka Marysia
- 2001: M jak miłość jako kwiaciarka w kawiarni (odc. 51)
- 2001: Graczykowie, czyli Buła i spóła jako Kasia, „kuzynka” „Buły” (odc. 21 i 22)
- 2002–2010: Złotopolscy jako starszy posterunkowy Kalina Fatalska
- 2002: Sfora jako prostytutka pomagająca w zabiciu „Grubego” (odc. 5)
- 2002: Lokatorzy jako pielęgniarka Weronika, przyjaciółka Jacka (odc. 103)
- 2002: Kasia i Tomek jako Grażyna (odc. 12); jako Malinka (odc. 17); jako prowadząca kurs pierwszej pomocy (odc. 22); jako Karolina Majer (odc. 28/tylko głos)
- 2002: Graczykowie, czyli Buła i spóła jako Anzelmowa (odc. 33)
- 2002: As jako Magda, przyjaciółka Ani (odc. 1)
- 2002: Samo życie jako dziennikarka przeprowadzająca wywiad z Kacprem Szpunarem
- 2003: Zróbmy sobie wnuka jako Basia, dziewczyna Janka
- 2004: Stacyjka jako Dana Kierska, kochanka Wojtka Liwicza (odc. 10)
- 2004: Rodzinka jako ciężarna pacjentka (odc. 12)
- 2004: Glina jako Adrianna Kuś vel Magda Lipiec (odc. 7 i 8)
- 2004: Do potomnego jako Halszka Marczakówna, żona Bojarskiego
- 2005: Pensjonat pod Różą jako Róża Maszczyk (odc. 52 i 53)
- 2005: Boża podszewka II jako drużynowa na zlocie SP (odc. 15)
- 2005: Tango z aniołem jako Wiktoria Adasiewicz
- 2006: Niania jako Aleks Tymoszko (odc. 53)
- 2007: Testosteron jako doktor Ślaska, była partnerka „Robala”
- 2007: Tajemnica twierdzy szyfrów jako Anna Maria Solof
- 2007: Świadek koronny jako Laura Różycka, żona „Skalpela”
- 2007: Prawo miasta jako Natalia Pazio, żona Tadeusza (odc. 14 i 17)
- 2007: Odwróceni jako Laura Różycka, żona „Skalpela”
- 2007: Kryminalni jako aktorka Magda, narzeczona Wernera (odc. 81)
- 2008: Lejdis jako Karolina Korbowicz „Korba”, korektorka
- 2008: Hardcover jako Ewa
- 2009: Tylko miłość jako Karolina, córka mecenasa Aleksa Tudora, szefowa Radia „Freak”
- 2009: Sprawiedliwi jako żydówka Ina Paloma
- 2009: Randka w ciemno jako Kinga, realizatorka „Randki w ciemno”
- 2009: Nigdy nie mów nigdy jako Ama Bilska
- 2009: Naznaczony jako Milena Kral, żona Tadeusza
- 2009–2012: M jak miłość jako Sandra Matuszewska, ciotka Zosi
- 2010: Nowa jako Kamila Sznajder (odc. 3)
- 2010: Klub szalonych dziewic jako Magda Mazurek
- 2011: Siła wyższa jako Dorota Wolska
- 2011–2014: Na dobre i na złe jako Magda Soszyńska
- 2012: Sęp jako Magda Leman
- 2012: Komisarz Blond i Oko sprawiedliwości jako Natalia Walker
- 2012: Ixjana jako Amanda
- 2012: Do dzwonka Cafe jako Aneta Sikora, matka Matiego (odc. 1)
- 2013: Piąty Stadion jako doktor Wisława Kunicka (odcinek 18 września 2013)
- 2013–2015: Prawo Agaty jako mecenas Iwona Czerska
- 2014: Przyjaciółki jako Paulina, żona Szymona
- 2014: Kamienie na szaniec jako kobieta podoficera SS
- 2014: Dzień dobry, kocham cię! jako Tamara, była dziewczyna Szymona
- 2015: Słaba płeć? jako żona Włocha
- 2015–2016: Barwy szczęścia jako Agnieszka Walczak
- 2015: Anatomia zła jako kochanka Siemiradzkiego
- 2016: Wmiksowani.pl jako Katarzyna Kowalska, niania Kalinki, córki Moniki Trott
- 2016: Pitbull. Niebezpieczne kobiety jako policjantka Jadźka, żona „Szelki”
- 2016: Kobiety bez wstydu jako jasnowidzka Jadwiga
- 2017: Ultraviolet jako Oliwia Borowska, asystentka Fromma (odc. 2)
- 2017: Porady na zdrady jako Dominika Fretkowska „Fretka”, przyjaciółka Kaliny
- 2017: Niania w wielkim mieście jako Joanna Popławska, żona Adama
- 2017: Koty i zaloty jako Katarzyna
- 2018: W rytmie serca jako Klaudia, żona i agentka Maksyma, iluzjonisty i hipnotyzera (odc. 30)
- 2018: Pech to nie grzech, jako Elwira
- 2019: Odwróceni. Ojcowie i córki jako Laura Cyganik, żona „Cygi”
- 2019: Ojciec Mateusz jako Viola Kostrzewska (odc. 283)
- 2019–2020: Lepsza połowa jako Weronika
- 2019–2020: Echo serca jako Agnieszka Czubaj
- 2020: Będzie dobrze, kochanie jako Ewa, przyjaciółka Lilki
- 2020: Mayday jako Barbara Kowalska, żona Jana
- 2021–2022: Tajemnica zawodowa jako doktor Kinga Górska, kochanka Andrzeja
- 2021–2022: Komisarz Mama jako Patrycja Madalińska[14]
- 2021: Rojst ’97 jako Hanna, ciotka Wanycza
- 2022: Lulu jako Lucyna „Lulu” Makowska[15]
- od 2023: Na Wspólnej jako Judyta Bradecka[16]
- 2024: Gra z Cieniem jako żona ministra

### Polski dubbing
- 2004–2006: Liga Sprawiedliwych bez granic – Czarny Kanarek
- 2005: Opowieści z Narnii: Lew, czarownica i stara szafa – dorosła Zuzanna
- 2005: Nie ma to jak hotel – Carey Martin
- 2005: Amerykański smok Jake Long – Rose (seria 1)
- 2006: Happy Wkręt – Siostra
- 2007: Zaczarowana – Nancy
- 2007: Złoty kompas – Serafina Pekkala
- 2008: Cziłała z Beverly Hills – Rachel
- 2008: Garfield – Liz
- 2008: Renifer Niko ratuje święta – Wilma
- 2008: Camp Rock – Connie Torres
- 2008: Opowieści na dobranoc – Jill
- 2008: Suite Life: Nie ma to jak statek – Carey Martin
- 2009: Opowieść wigilijna – Belle
- 2009: Delfin Plum – Oceania
- 2009: Dzieci Ireny Sendlerowej – Ewa
- 2009: Czarodziejka Lili: Smok i magiczna księga – Mama
- 2010: Camp Rock 2: Wielki finał – Connie Torres
- 2010: Niania i wielkie bum – Pani Green
- 2010: Dzwoneczek i uczynne wróżki – narrator
- 2010: Psy i koty: Odwet Kitty – Catherine
- 2010: Alicja w Krainie Czarów
- 2010: Ja w kapeli – Beth
- 2011: Cziłała z Beverly Hills 2 – Rachel
- 2011: Latająca maszyna – Georgie
- 2011: Goryl Śnieżek w Barcelonie – Czarodziejka
- 2011: LittleBigPlanet 2 – Ewa
- 2012: Avengers – Maria Hill
- 2012: Dzwoneczek i sekret magicznych skrzydeł
- 2012: Renifer Niko ratuje brata – Łasica Wilma
- 2013: Ratujmy Mikołaja! – Mamcia
- 2014: Kapitan Ameryka: Zimowy żołnierz – Maria Hill
- 2014: Sarila: Podróż do krainy legend – Sedna
- 2015: Avengers: Czas Ultrona – Maria Hill
- 2016  Fantastyczne zwierzęta i jak je znaleźć – Serafina Picquery
- 2016: Księga dżungli – Kaa
- 2017: Syberia 3 – Kate Walker
- 2017: Star Wars: Battlefront II – Księżniczka Leia
- 2018: Mary Poppins powraca – Mary Poppins[17]
- 2024: To zawsze Agatha – Agatha Harkness

## Lektorka książek mówionych
- 2008: Joanna Chmielewska – Krokodyl z kraju Karoliny
- 2009: Suzanne Collins – Kosogłos
- 2009: Suzanne Collins – W pierścieniu ognia
- 2009: Suzanne Collins – Igrzyska śmierci
- 2009: Stephenie Meyer – Zmierzch
- 2009: Stephenie Meyer – Księżyc w nowiu
- 2009: Stephenie Meyer – Zaćmienie
- 2009: Stephenie Meyer – Przed świtem
- 2009: Katarzyna Leżeńska – Studnia życzeń
- 2010: Paulo Coelho – Brida
- 2010: Elizabeth Kostova – Łabędź i złodzieje
- 2010: Elizabeth Gilbert – I że Cię nie opuszczę..., czyli love story
- 2010: Elizabeth Gilbert – Jedz, módl się, kochaj
- 2011: Anne Plichota – Oksa Pollock. Ostatnia nadzieja
- 2011: Małgorzata Gutowska-Adamczyk – Cukiernia Pod Amorem. Tom 1. Zajezierscy
- 2011: Małgorzata Gutowska-Adamczyk – Cukiernia Pod Amorem. Tom 2. Cieślakowie
- 2011: Małgorzata Gutowska-Adamczyk – Cukiernia Pod Amorem. Tom 3. Hryciowie
- 2012: Małgorzata Gutowska-Adamczyk – Podróż do miasta świateł. Róża z Wolskich
- 2012: Guillaume Musso – Uratuj mnie
- 2012: Tess Gerritsen – Milcząca dziewczyna
- 2012: Grzegorz Kasdepke – Poradnik hodowcy aniołów

## Dyskografia

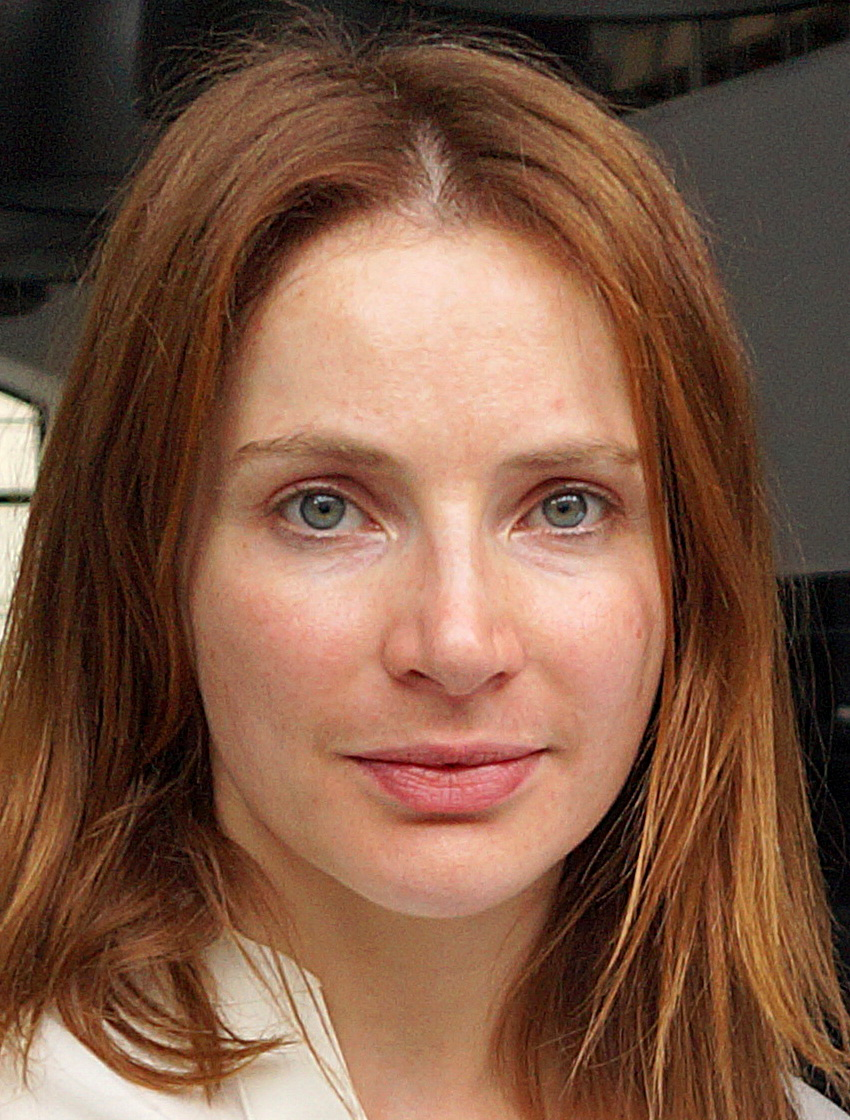
Anna Dereszowska (2018)

### Albumy
| Rok  | Tytuł                                                    | Dane dot. albumu                                                                        |
| ---- | -------------------------------------------------------- | --------------------------------------------------------------------------------------- |
| 2011 | Już nie zapomnisz mnie                                   | - Data: 22 listopada 2011 - Wydawca: EMI Music Poland - Format: CD, digital download    |
| 2014 | Tango va banque – tanga filmowe (oraz Machina Del Tango) | - Data: 17 listopada 2014 - Wydawca: Warner Music Poland - Format: CD, digital download |

### Single
| Rok  | Tytuł                | Album                  |
| ---- | -------------------- | ---------------------- |
| 2011 | „Sex Appeal”         | Już nie zapomnisz mnie |
| 2012 | „On nie powróci już” | Już nie zapomnisz mnie |

### Teledyski
| Rok  | Tytuł        | Album                  | Źródło |
| ---- | ------------ | ---------------------- | ------ |
| 2011 | „Sex Appeal” | Już nie zapomnisz mnie | [ 24 ] |

## Nagrody
- II nagroda w ramach konkursu XXIX Ogólnopolskich Spotkań Zamkowych „Śpiewajmy Poezję” 2002
- 2. nagroda w XIX Ogólnopolskim Festiwalu Piosenki Francuskiej Lubin 2002
- wyróżnienie w konkursie na interpretacje piosenki Agnieszki Osieckiej
- Nominacja do nagrody Viva! Najpiękniejsi w kategorii „Najpiękniejsza Polka 2010”[25][26].
- I nagroda (Złoty Samowar) na Festiwalu Piosenki Rosyjskiej w Zielonej Górze (25 lipca 2010)